# Ли Гигван
Ли Гигван (кор. 이기광, род. 30 марта 1990, Кванджу) — южнокорейский певец, автор песен и актёр. Участник k-pop-группы «Highlight» (бывшие «Beast»). Позиция в группе — ведущий вокалист, ведущий танцор, лицо группы.

## Биография
Ли Гигван родился 30 марта 1990 года в Наджу, Южная Корея. 4 года тренировался в JYP Entertainment. После он перешёл в Cube Entertainment, став первым стажером, и дебютировал 2 апреля 2009 года, как соло-исполнитель AJ (Ace Junior). 2 апреля вышел его мини-альбом «First Episode A New Hero». AJ выпустил 2 сингла: «Dancing Shoes» и «Nunmureul Dakko». В клипе на песню «Dancing Shoes» снялась Хёна, участница 4Minute. В записи второго сингла «Wipe the Tears» принял участие Чун Хён, а в версии для промоушена, кроме Чун Хёна, был задействован Ду Джун. Они оба снялись в одноимённом клипе и выступали вместе с AJ на различных музыкальных передачах.
Гигван снялся в коротком реалити-шоу «Diary of AJ» на MTV. Шоу вышло в эфир 9 мая 2009 года и состояло из 2 эпизодов. Оно демонстрировало подготовку AJ к своему дебюту. СМИ называли его «следующий Рейн». 17 июня 2009 года открывал корейский концерт Леди Гаги. Однако, его сольный дебют нельзя назвать удачным. В августе 2009 года Ки Кван завершил свою сольную карьеру и стал участником группы — BEAST.
В 2010 году Гигван снялся в видеоклипе K.Will на песню «Present». В 2011 году он снялся в романтической комедии «Моя принцесса» с Сон Сын Хоном и Ким Тэ Хи в главных ролях, роль в котором принесла ему премию «SBS Drama Awards» в номинации лучший начинающий актёр. 8 февраля 2012 года Гигван появился в дебютном клипе Эйли «Heaven». В сентябре 2017 года он вновь начал сольную карьеру, выпустив мини-альбом «One». Его первый сольный концерт «Lee Gikwang Mini Live 2018 One» состоялся в январе 2018 года.
С 18 апреля 2019 года по 18 ноября 2020 года Гигван проходил обязательную военную службу в качестве призванного офицера полиции.

## Фильмография

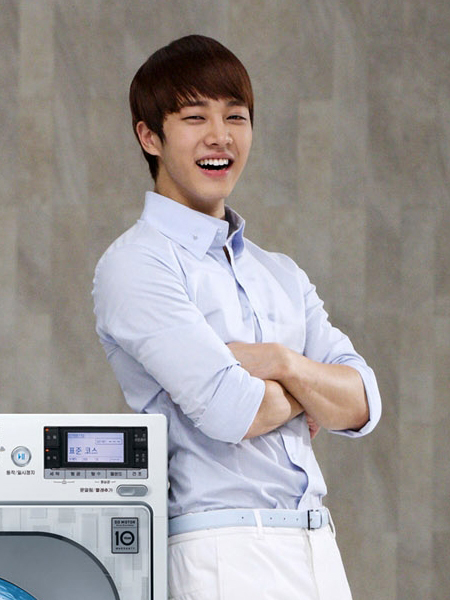
рекламы стиральной машины LG Tromm.

### Дорамы
- 2009 — Неудержимый пинок, сезон 2
- 2011 — Моя принцесса
- 2011 — Я тоже цветочек
- 2013 — Мой друг ещё жив
- 2013 — Двадцатилетние
- 2015 — Госпожа полицейский
- 2016 — Монстр
- 2017 — Круг: Два связанных мира
- 2018 — Lovely Horribly
- 2024 — Выходи замуж за моего супруга

### ТВ-шоу
- 2009 — Diary of AJ (MTV)
- 2009 — MTV B2ST (MTV)
- 2010 — MTV Beast Almighty (MTV)
- 2010 — Idol Maid (MBC)
- 2010 — Hot Brothers (MBC)
- 2010 — Win Win (KBS)
- 2010 — SHIN PD Variety Show (SBS)
- 2011 — Inkigayo (SBS)
- 2011 — Exciting Cube TV (MNET Japan)
- 2012 — Win Win (KBS2)
- 2012 — Running man (SBS)
- 2013 — «Moms» World Experiential Project — Cluck Classroom (tvN)[13]
- 2014 — «Our Neighborhood Variety & Sport» (KBS2)

### Реклама
В рекламе Tio Iced Tea от DongSuh Foods; LG.

## Награды
2010 году MBC Entertainment Awards: Popularity Award; 2011 году MBC Drama Awards: Rookie Award (My Princess).